# شمس الدين كنالطاي
محمد شمس الدين كُنالطاي (بالتركية: Mehmet Şemsettin Günaltay) ـ (1883 ـ 1961) مؤرخ وسياسي تركي ورئيس وزراء تركيا للفترة من 16 يناير 1949 إلى 22 مايو 1950. نائب سابق بالبرلمان العثماني (1915- 1920) ثم نائب في البرلمان التركي  (1923-1950) ممثلًا لحزب الشعب الجمهوري . رئيس الجمعية التاريخية التركية (1941 - 1961)

## تعليمه وعمله الأكاديمي
تخرج كُنالطاي في كلية المعلم التركية، ثم سافر إلى سويسرا لدراسة الفيزياء بجامعة لوزان، ولدى عودته إلى تركيا عمل معلمًا ومدير مدرسة في عدد من المدارس الثانوية. وأثناء ذلك التقى المفكر القومي التركي ضياء كوك ألب (بالتركية: Ziya Gökalp) وتأثر بأفكاره، مما دفعه إلى البحث في التاريخ التركي. وفي سنة 1914 عين أستاذًا لتاريخ الأتراك والقبائل الإسلامية في كلية الآداب بجامعة إسطنبول، ثم تولى فيما بعد عمادة كلية الإلهيات بنفس الجامعة. تولى غونالطاي رئاسة الجمعية التاريخية التركية (بالتركية: Türk Tarih Kurumu) لمدة 20 عامًا (من سنة 1941 وحتى وفاته).

## عمله بالسياسة
في سنة 1915 انتخب نائبًا بالبرلمان العثماني عن محافظة بيلجيك ممثلًا لجمعية الاتحاد والترقي، وقد ظل عضوًا بالبرلمان حتى تم حله، وظل خلال ذلك يعمل أستاذًا بالجامعة.
أثناء حرب الاستقلال التركية، انضم كُنالطاي إلى «جمعية الدفاع عن حقوق الأناضول والروملي» (بالتركية: Anadolu ve Rumeli Müdafaa-i Hukuk Cemiyeti). وعقب إعلان الجمهورية التركية سنة 1923 انضم كُنالطاي إلى البرلمان التركي نائبًا عن محافظة سيواس ممثلًا لحزب الشعب الجمهوري (بالتركية: Cumhuriyet Halk Partisi) حتى عام 1950، وفي الفترة بين عامي 1950 و1954 مثَّل كُنالطاي محافظة إرزينجان في البرلمان.
في أعقاب استقالة رئيس الوزراء حسن سقا، كلف الرئيس التركي عصمت إينونو كُنالطاي بتشكيل وزارة في 16 يناير 1949، استمرت هذه الوزارة حتى تولى الحزب الديمقراطي بزعامة عدنان مندريس السلطة في 22 مايو 1950 بعد نجاحه في الانتخابات العامة. وبذلك كان كُنالطاي هو آخر من شغل منصب رئيس الوزراء في حقبة الحزب الواحد بتركيا.
توفي شمس الدين كُنالطاي في إسطنبول في 19 أكتوبر 1961 متأثرًا بمضاعفات سرطان البروستاتا، بعد فترة وجيزة من انتخابه عضوًا بمجلس الشيوخ عن محافظة إسطنبول، ولم يمهله القدر لتولي هذا المقعد. دفن كُنالطاي في أنقرة بجوار قبر ابنته، وفقًا لوصيته.

## روابط خارجية
- شمس الدين كنالطاي على موقع مونزينجر (الألمانية)